# 導引圖
導引圖是一種引導思考途徑的關係式圖像式思考輔助工具，指示事件發生的先後次序，含有邏輯上的判斷（包含前提及結論）。

## 參看
- （沒有指向性）
- 概念图